# Pseudocupola

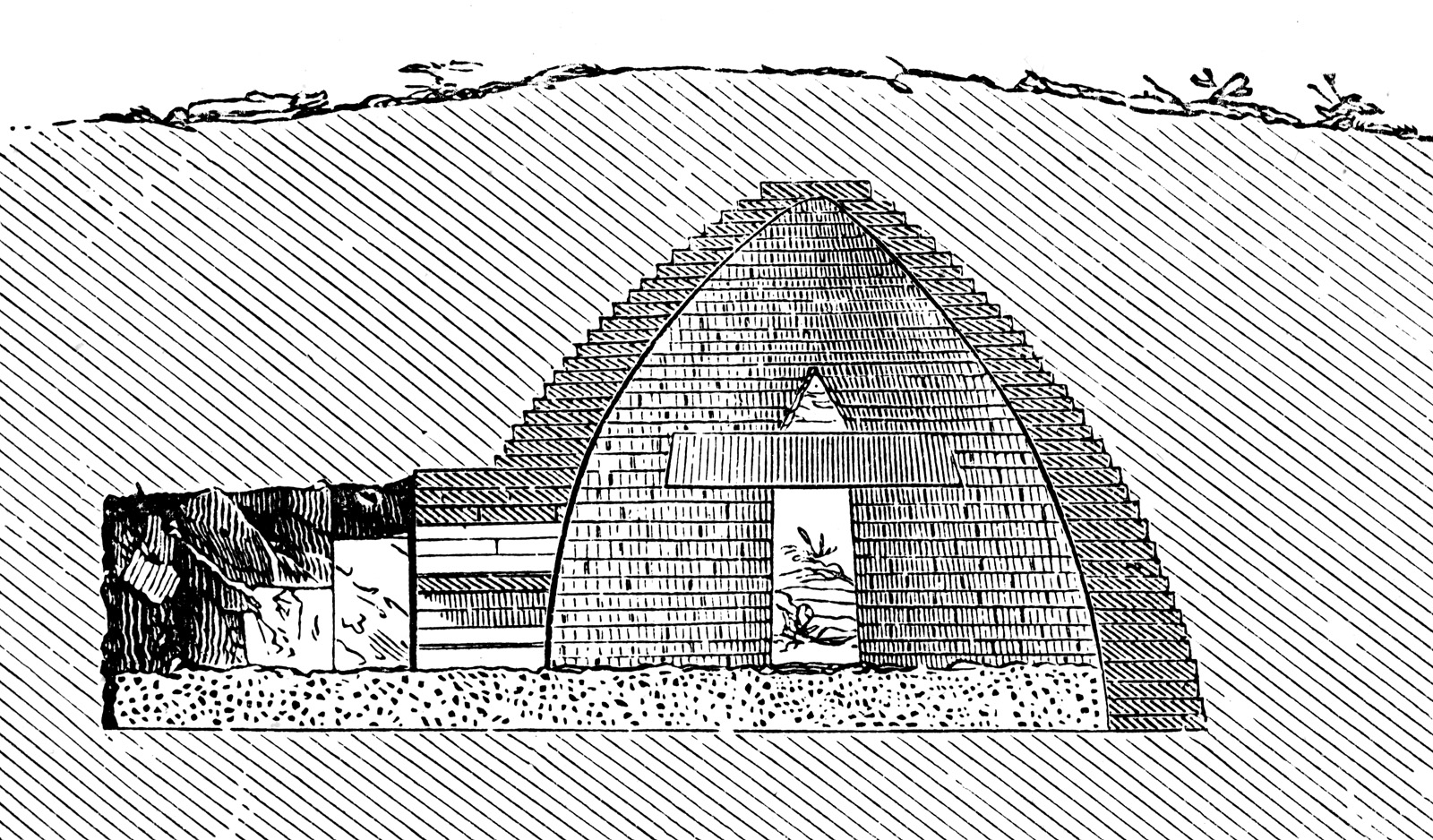
Sezione della tomba detta "tesoro di Atreo" a Micene

Una pseudocupola è una struttura circolare composta da anelli, generalmente di pietre, disposti orizzontalmente e posti uno sull'altro l'altro in modo che l'anello superiore risulti più piccolo di quello sottostante fino alla sommità dove può restare un foro (detto oculus) oppure una pietra di chiusura a coperchio. L'anello superiore risulta quindi aggettante rispetto al sottostante che funge da mensola. Questa sequenza di elementi costruttivi crea una falsa cupola. La resistenza strutturale della pseudocupola è data dalla portata del singolo anello e quindi si affida semplicemente alla gravità senza sfruttare l'effetto arco della vera cupola. (Invece sono gli sforzi di membrana che si generano nei vari anelli a garantire l'equilibrio, si veda ad esempio Maria Teresa Como, "L'architettura delle tholoi micenee. Aspetti costruttivi e statici", Quaderni della ricerca scientifica) In alcuni casi le pietre di un anello sono legate a quello sottostante con elementi di fissaggio per aumentarne la resistenza (per esempio nei  pozzi sacri nuragici dove fu usato piombo inserito in appositi fori nella pietra).
Questa tecnica costruttiva è stata impiegata nell'antica architettura mediterranea e trova applicazione anche oggi in architetture rurali.

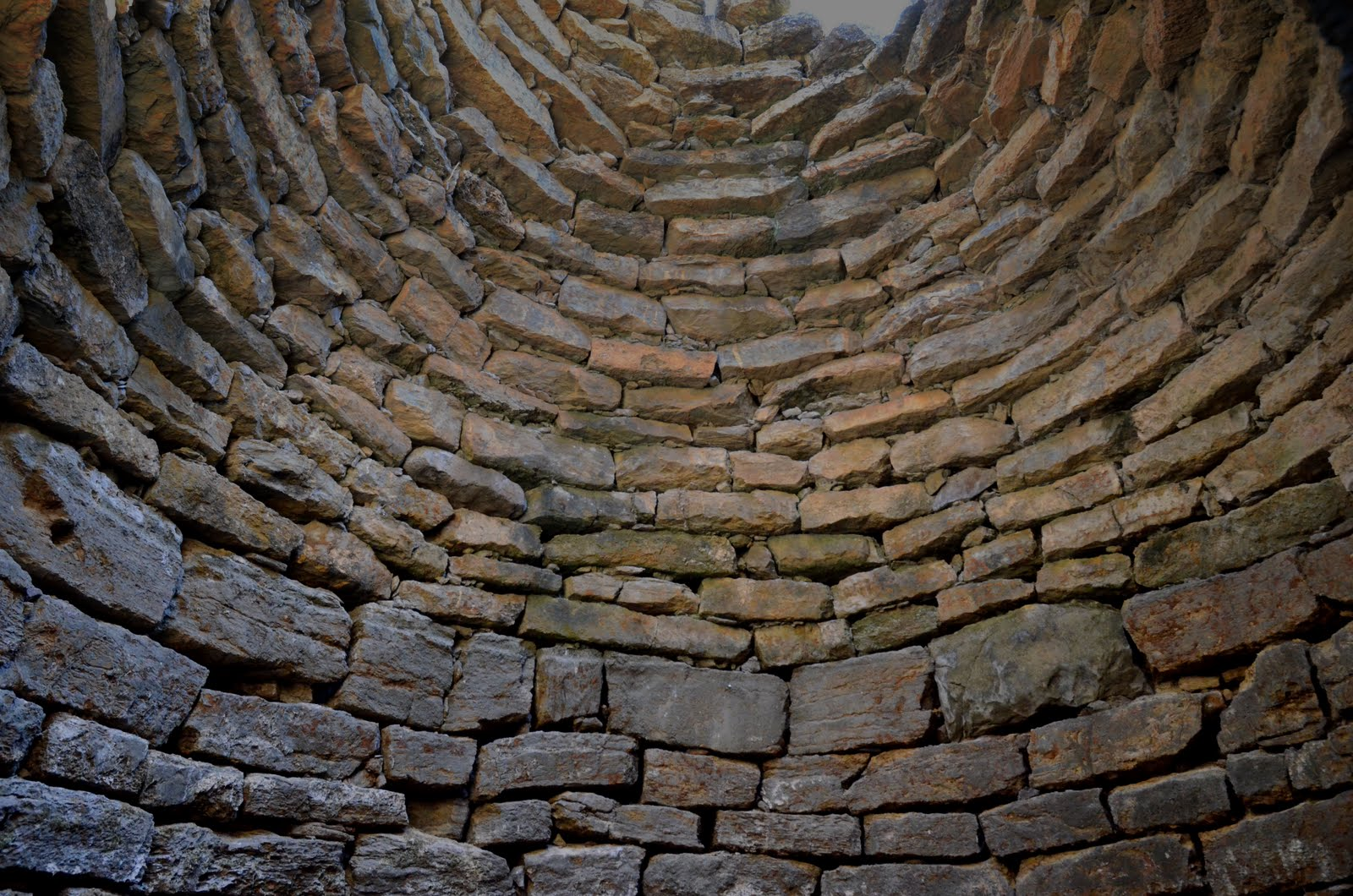
Pseudocupola del pozzo sacro di Funtana Coberta in muratura poligonale

La pseudocupola viene frequentemente indicata in archeologia con il nome di thòlos (plurale thòloi) dal greco ϑόλος che significa cupola.
Le pseudocupole sono generalmente realizzate con muratura poligonale a secco cioè con conci sbozzati o appena sbozzati che costituiscono filari non sempre della stessa altezza. Tuttavia in alcuni pozzi sacri nuragici di riscontrano pseudocupole realizzate in muratura isodoma, sempre a secco, cioè con conci perfettamente squadrati o curvi posti in filari della stessa altezza.

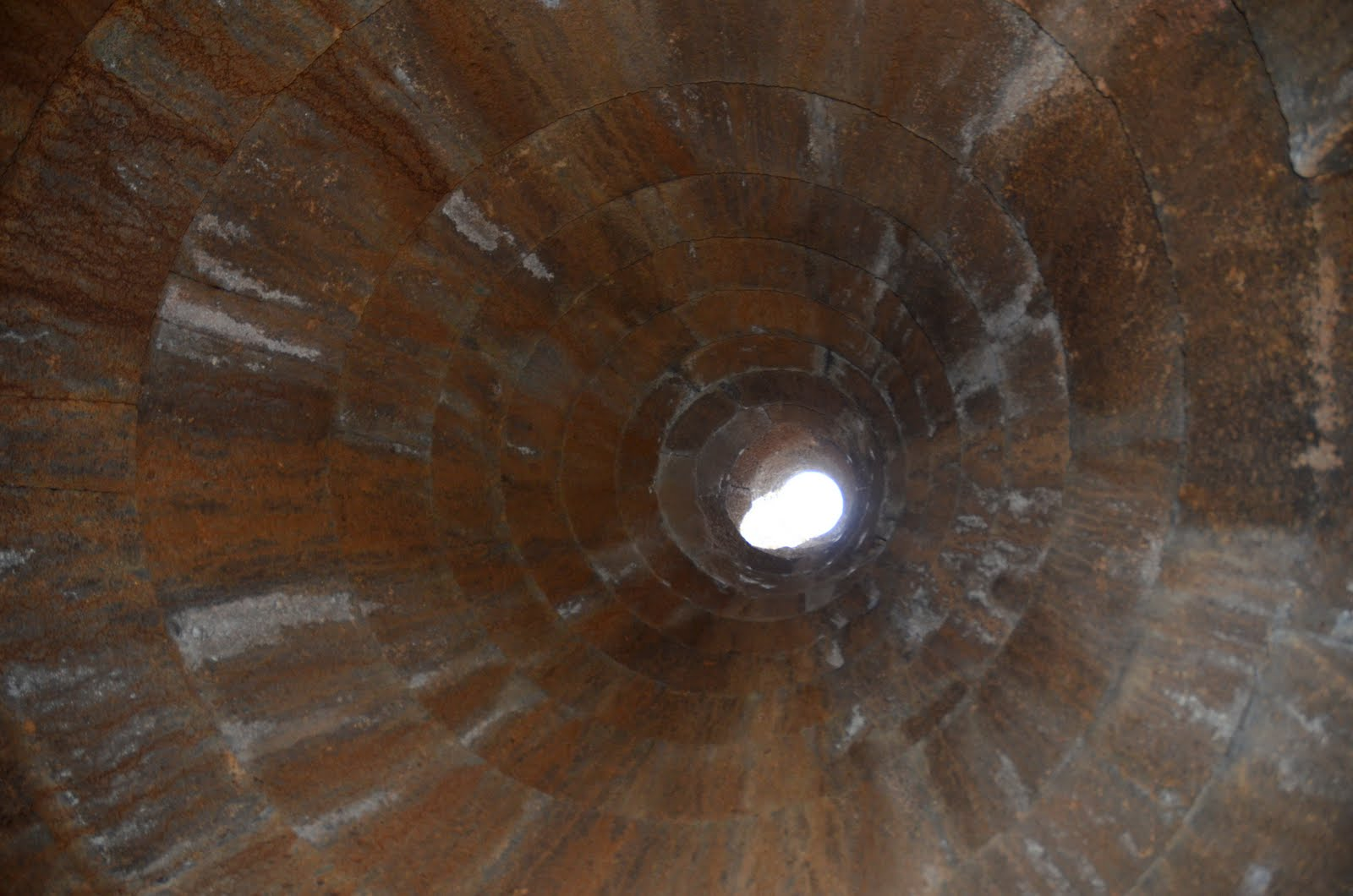
Pseudocupola del pozzo sacro di Santa Cristina in muratura isodoma

Esempi di pseudocupola possono essere riscontrati nelle antiche tombe a tholos micenee, in alcune sepolture in Mesopotamia, nei nuraghi e nei pozzi sacri nuragici della Sardegna e nella penisola iberica, ed in Etruria.

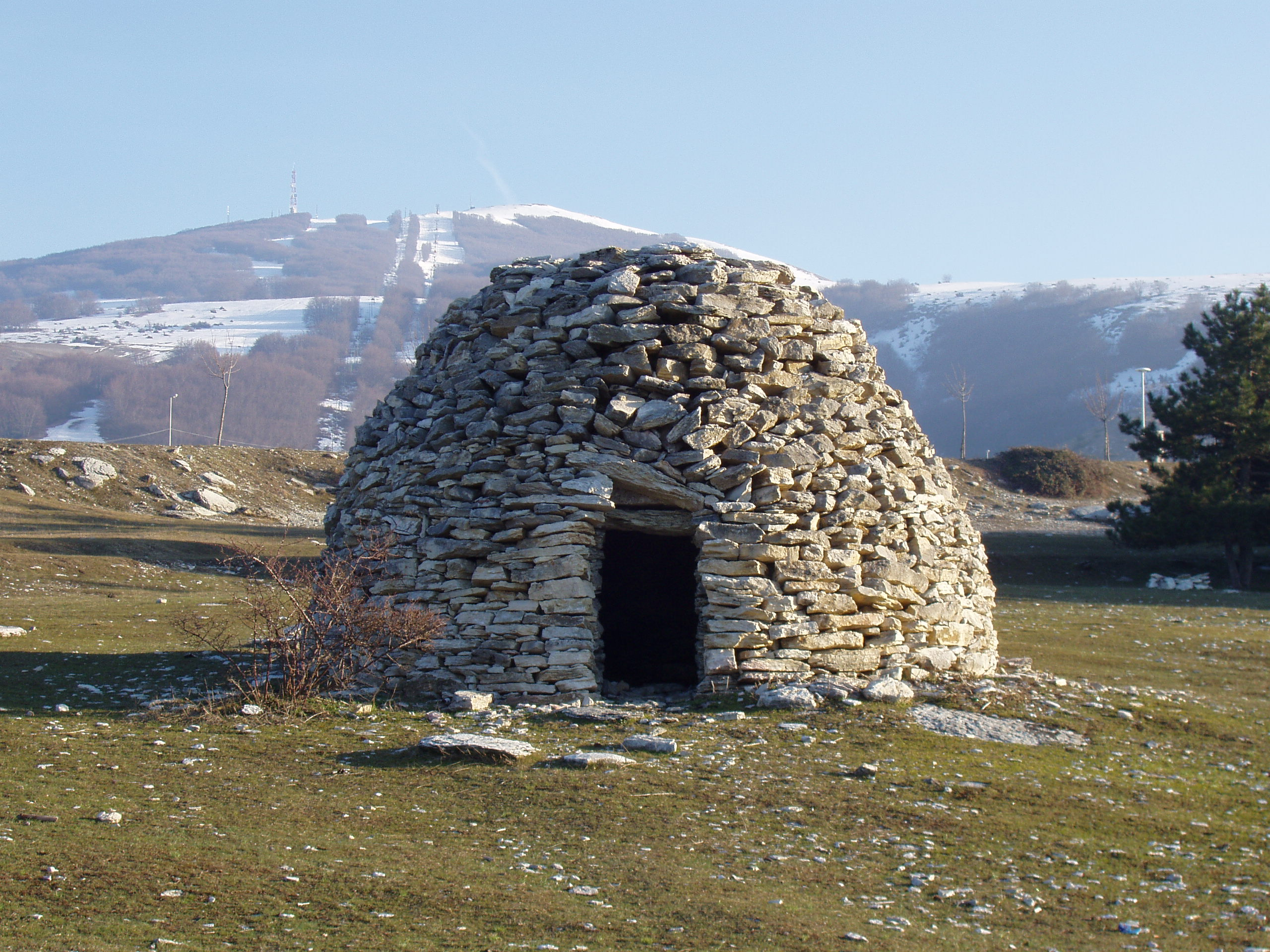
"Caciara" dei monti abruzzesi

Strutture coperte con pseudocupole realizzate accumulando pietre a secco, sono presenti come ricoveri rurali, legate al mondo pastorale, in varie aree del Mediterraneo compresa una vasta area dell'Italia meridionale. La loro forma è generalmente ogivale ma sono presenti anche forme coniche e a campana. Possono rientrare nella definizione di "tholos" anche i trulli e le pajare pugliesi, le "capanne" o "caciare" abruzzesi, i cubburi ed i "pagghiari" siciliani e la casita istriana.
Sono presenti testimonianze di strutture a tholos anche in Molise e in Liguria, dove son chiamate rispettivamente "cavanei" e "caselle". Altre strutture a tholos si ritrovano nell'Italia Meridionale, sull'Appennino Lucano, nel comune di Caggiano.
La tecnica della pseudocupola viene utilizzata nelle regioni polari per la costruzione degli iglù.